# Aratus pisonii
El cangrejo de mangle (Aratus pisonii) es una especie de cangrejo que vive en los manglares en las partes tropicales y subtropicales de la América, desde Florida hasta Brasil en la costa del Océano Atlántico y desde Nicaragua hasta Perú en la costa del Océano Pacífico. Se alimenta principalmente de las hojas de los manglares, pero es omnívoro y prefiere la materia animal cuando es posible. Es la única especie del género monotípico Aratus; el epíteto específico pisonii conmemora al naturalista neerlandés Willem Piso, que viajó a Brasil en 1638 con Georg Marcgraf.

## Descripción
El cangrejo de mangle es una especie pequeña con machos que miden en promedio unos 2 cm (0,8 pulgadas) de largo y las hembras un poco menos. Los grandes ojos están muy separados y el caparazón es más ancho en la parte delantera que en la trasera. Es un color marrón moteado y oliva que ayuda al cangrejo a mezclarse con su entorno. Las patas son marrones o moteadas y cerca de las puntas hay mechones de pelos negros. Estos son puntiagudos, lo que ayuda al cangrejo a trepar entre el follaje de los manglares.

## Distribución y hábitat
El cangrejo de mangle se encuentra en regiones tropicales y semi-tropicales a lo largo de las costas de América del Norte, América Central y América del Sur. En el lado del Atlántico, su área de distribución se extiende desde Florida hasta el norte de Brasil, incluyendo toda la región de las Antillas. En el lado del Pacífico, ocurre desde Nicaragua hasta Perú. Vive principalmente en el mangle rojo Rhizophora mangle, pero también se le ve comúnmente en el mangle blanco Laguncularia racemosa y el mangle negro Avicennia germinans, trepando por los árboles cuando sube la marea y descendiendo al barro expuesto cuando baja la marea.

## Ecología

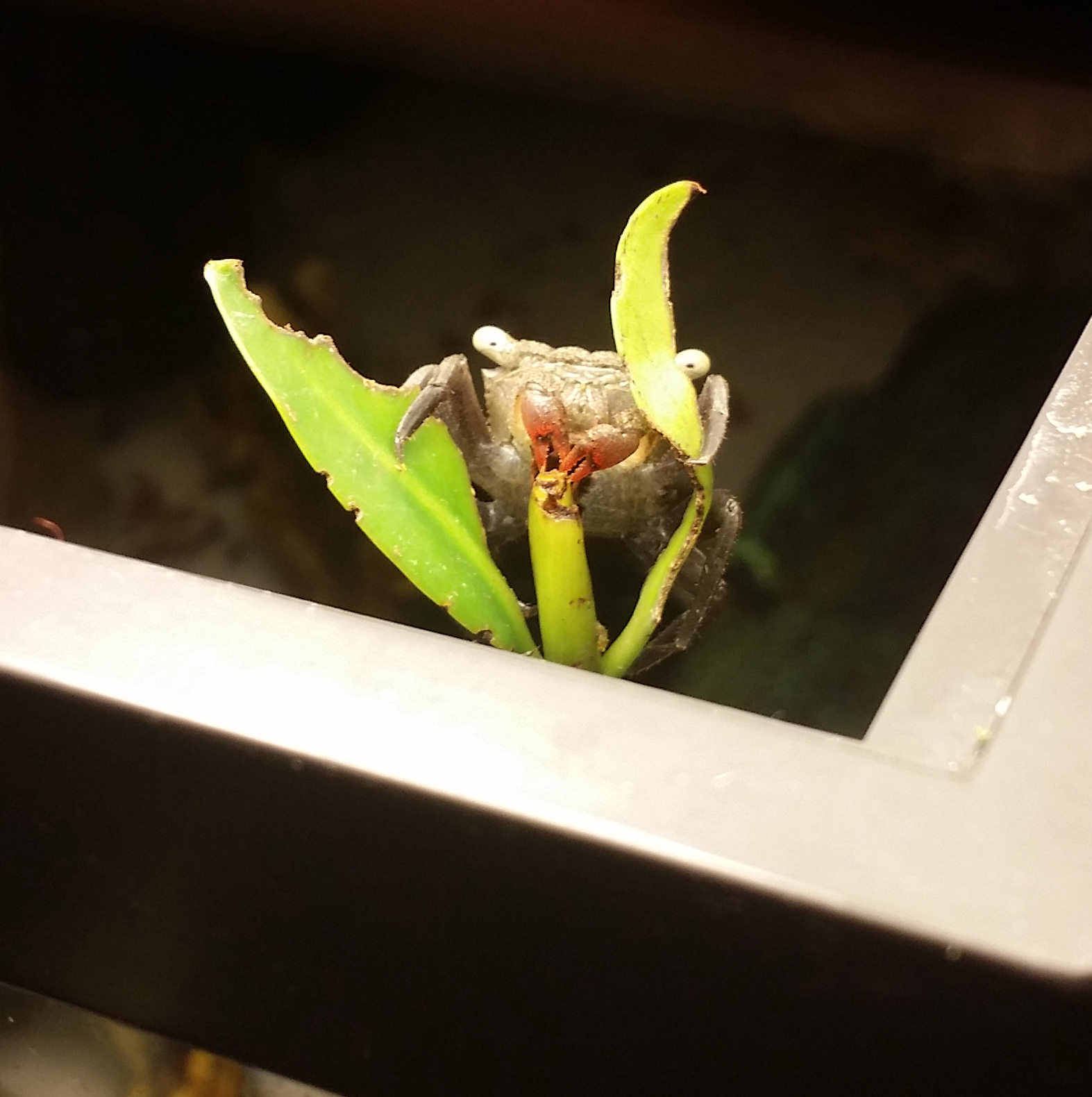
Cangrejo alimentándose.

El cangrejo de mangle es un omnívoro, aunque la mayor parte de su dieta son las hojas de los árboles de mangle en los que vive. Consume la epidermis de las hojas y las características marcas de raspado muestran dónde se ha alimentado. Incluso donde este cangrejo es poco común, su consumo puede constituir más del 90% de la herbivoría de las hojas de mangle. También come desechos orgánicos y se alimenta de manera oportunista de carroña y pequeños invertebrados, incluidos gusanos poliquetos, nematodos y foraminíferos. En ensayos de alimentación, se descubrió que este cangrejo prefiere la comida animal a la comida vegetal. Esto no sorprende si se tiene en cuenta que las hojas de los manglares tienen un valor nutricional bajo, pero lo que sorprende es la alta proporción de materia foliar en la dieta de los cangrejos. Esto puede ser una respuesta al mayor riesgo de depredación en el agua que en el dosel.
El cangrejo de mangle es presa de aves, mamíferos terrestres y cangrejos más grandes. Es eficiente para evadir a los depredadores potenciales, ya que puede escabullirse a lo largo de las ramas a una velocidad de 1 metro por segundo y puede saltar a un lugar seguro en el agua debajo, pero allí puede convertirse en víctima de un pez depredador.

## Reproducción
En el norte de Brasil, la reproducción tiene lugar durante un período prolongado, pero alcanza su punto máximo en la temporada de lluvias. La hembra del cangrejo de mangle lleva los huevos fertilizados debajo de su abdomen hasta que están listos para eclosionar. Mientras están allí, se traslada a la periferia de la zona de manglares, donde las condiciones son mejores para el desarrollo de los embriones y la liberación de las larvas recién nacidas en el mar. Las larvas pasan por cuatro estadios zoeales y un estadio de megalopa como parte del plancton en el transcurso de un mes.